# محمدحسین نواب
میرزا محمدحسین نواب مشهور به نواب آقا حسین شاعر و نماینده مردم یزد در هفت دوره مجلس شورای ملی بود.
نواب در سال ۱۳۰۹ به همراه سید کاظم جلیلی و هادی طاهری به مجلس راه یافت و نمایندگی مردم یزد را تا دوره سیزدهم مجلس شورای ملی بر عهده داشت. او در دوره چهاردهم به دلیل بیماری از مجلس دوری گزید و بار دیگر در دوره پانزدهم در مجلس حضور یافت، اما چند ماهی به پایان دوره مانده بود که از عرصه سیاست کناره گرفت و به یزد بازگشت. 
وی در سرودن شعر، به ویژه رباعی مهارت داشت.